# Асенин, Сергей Владимирович
Сергей Владимирович Асенин (10 февраля 1922, Джелал-оглы — 12 мая 2008, Москва), советский и российский киновед, редактор, доктор искусствоведения (1989).

## Биография
Родился 10 февраля 1922 года в Джелал-оглы (с 1924 года — Степанаван). В июне 1941 года призван в РККА. В августе 1942 года после тяжелого ранения демобилизован в звании рядового.
В 1943—1944 годах — корреспондент ТАСС. В 1944 году поступил на театроведческий факультет Государственного института театрального искусства, который окончил в 1949 году.
В 1953 году вступил в КПСС.
В 1949—1957 годах работал на Всесоюзном радио и в министерстве культуры СССР.
В 1957—1961 годах — главный редактор по вопросам литературы и искусства Совинформбюро. В 1961—1967 годах — заведующий отделом искусства социалистических стран Агентства печати «Новости». В 1967—1976 годах — заведующий отделом зарубежного кино редакции журнала «Советский экран».
В 1975 году защитил диссертацию на соискание учёной степени кандидата искусствоведения по теме «Волшебники экрана. Эстетические проблемы современной мультипликации».
С 1976—1986 годах — заведующий редакцией теории и истории кино издательства «Искусство».
В 1989 году защитил диссертацию на соискание учёной степени доктора искусствоведения по теме «Мультипликация социалистических стран как социально-эстетический феномен: художественные принципы, направления развития, национальные школы, мастера».
Выступал в печати с 1943 года. Автор более 150 статей и рецензий в журналах «Советский экран», «Неделя», «Советский Союз» и др. Автор и составитель книг и брошюр, посвященных истории и теории анимации.
С 1957 года — член Союза театральных деятелей СССР, с 1958 года — член Союза журналистов СССР, с 1975 года — член Союза кинематографистов СССР. С 1970 года — член Международной ассоциации анимационного кино.
Умер 12 мая 2008 года в Москве.